# The New Prince of the Church
The New Prince of the Church è un cortometraggio muto del 1912 prodotto dalla Nestor. Il nome del regista non viene riportato nei credit.
Girato a Manhattan, il documentario ha come protagonista il cardinale John Murphy Farley (1842-1918), nominato arcivescovo di New York il 27 novembre 1911 da papa Pio X.

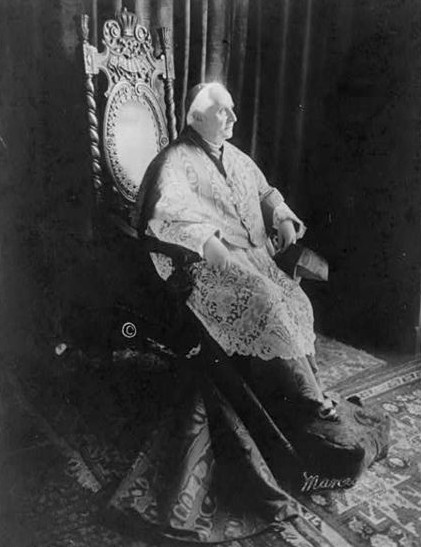
Farley nel 1912 (Fotografia della Library of Congress)

## Produzione
Il film, girato a New York (Manhattan), fu prodotto dalla Nestor Film Company.

## Distribuzione
Distribuito dalla Motion Picture Distributors and Sales Company, il film - un documentario di 150 metri che venne recensito con il titolo Cardinal Farley's Return - uscì nelle sale cinematografiche USA il 5 febbraio 1912. Nelle proiezioni, veniva programmato con il sistema dello split reel, accorpato in un'unica bobina con un altro cortometraggio prodotto dalla Nestor, la commedia Hopkins' Dog-Goned Luck.